# Fritz L’Allemand
Fritz L’Allemand  (Hanau, Frankfurti Nagyhercegség, 1812. május 24. – Bécs, 1866. szeptember 20.) német festő, Siegmund L’Allemand nagybátyja.

## Pályafutása
1826-ban szüleivel Bécsbe költözött, ahol iskolába járt. 1827-től a Bécsi Képzőművészeti Akadémián tanult.
Főleg mint csataképfestő tűnt ki. 1845-ben festett képe: A znaimi (1809) csata, a bécsi udvari múzeumban van. Schwarzenberg herceg megbízására festette: A karlista lovasságot, s A bécsi csillag-barrikád ostromát. Részt vett az 1864. évi német-dán háborúban, melyből az Översee és Oberselk melletti csatákat a német császár megbízására megfestette.

## Forrás
- L'Allemand. In  A Pallas nagy lexikona. Szerk. Bokor József. Budapest: Arcanum – FolioNET. 1998.  ISBN 963 85923 2 X